# 歐莎·葉克斯托姆
歐莎·葉克斯托姆（瑞典語：Åsa Ekström；1983年10月10日—），瑞典女性漫畫家和插畫家。主要在瑞典和日本活動。

## 個人經歷

### 瑞典
1983年，歐莎·葉克斯托姆出生於瑞典布萊金厄地區的卡爾斯克魯納。13歲時因為在電視上看到美少女戰士的動畫節目，開始對日本動畫產生興趣。之後又陸續閱讀了犬夜叉、亂馬½、ONE PIECE等人氣作品，她發覺自己十分喜愛日本漫畫，便立志成為漫畫家。
歐莎隨後進入馬爾摩的美術專門學校學習平面設計，並於2005年畢業。她是第一個在瑞典出版日系作品的漫畫家，其短篇作品《東京夜景》（瑞典語：Tokyo by Night）於瑞典當地的漫畫雜誌《漫畫狂熱者》獲得高度關注。
2005年至2008年，歐莎為少年冒險漫畫小說《Stall Norrsken》插圖，共六卷，劇情為Noomi Hebert與Lena Ollmark。另外，她也給Kristoffer Leandoer的視覺小說《Namnsdagsflickan》做插圖 。
2009年，歐莎出版了自己的首部漫畫《再見九月》，當時賣出3000本。2010年，她參與了IKEA的產品設計。

### 日本

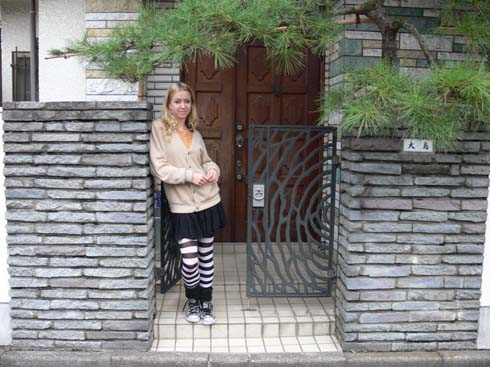
2006年11月的歐莎

2003年，歐莎首度訪日。接著又在2007年赴日學習，並在當地旅居九個月。2011年3月10日，已經第七次訪日的歐莎決定移居日本，但由於隔天就碰上東日本大震災，很快就回到瑞典。直到數個月後才再度赴日。她數個月後回到日本再度學習日語，並在3個月後拿到日本語檢定2級。
2013年起，歐莎將自己在日本的生活畫成四格漫畫上傳至部落格，吸引眾多網友瀏覽觀看：2015年，其Ameba的部落格瀏覽排名第一。2015年3月，角川集團旗下的Media Factory將其四格集結成冊，定名出版。2015年，除了四格漫畫出版單行本外，Creek and River也發行了《再見九月》日文版，並在同年12月獲得日本授予海外漫畫的外漫獎。她並於15年年底接受NHK BS1節目「國際報導2015」的邀請進行個人專訪。
由角川集團旗下的台灣角川推出中譯版本《北歐女孩日本生活好吃驚》。2016年，歐莎也因此書受邀出席台北國際書展，並於世貿一館及紀伊國屋書店兩地舉辦簽書會。
2021年7月9日，歐莎在部落格宣佈自己與日本人結婚並懷孕，隨後在10月10日於發推宣佈生下男孩。2024年12月7日，歐莎在朝日新聞表示自己已經帶著3歲大的兒子與1歲大的女兒回瑞典定居。

## 作品

### 再見九月
《再見九月》（瑞典語：Sayonara September）是以一部以青春戀愛為主題的漫畫。本作2009年於瑞典出版，2015年於日本出版。
| 卷數 | Kartago förlag | Kartago förlag      | 創河社        | 創河社              |
| 卷數 | 初版發售日期   | ISBN                | 初版發售日期  | ISBN                |
| ---- | -------------- | ------------------- | ------------- | ------------------- |
| 1    | 2009年9月7日   | ISBN 978-9186003340 | 2015年7月27日 | ISBN 978-4903679242 |
| 2    | 2011年1月24日  | ISBN 978-9186003715 | 2015年7月27日 | ISBN 978-4903679259 |
| 3    | 2013年6月18日  | ISBN 978-9175150178 | 2015年7月27日 | ISBN 978-4903679266 |

### 北歐女孩日本生活好吃驚
《北歐女孩日本生活好吃驚》（日語：北欧女子オーサが見つけた日本の不思議）是歐莎·葉克斯托姆依據自己在日本的生活體驗所繪成的四格漫畫。
| 卷數 | Media Factory  | Media Factory       | 台灣角川      | 台灣角川            |
| 卷數 | 初版發售日期   | ISBN                | 初版發售日期  | ISBN                |
| ---- | -------------- | ------------------- | ------------- | ------------------- |
| 1    | 2015年3月6日   | ISBN 978-4040674230 | 2015年9月18日 | ISBN 978-9863667377 |
| 2    | 2015年10月3日  | ISBN 978-4040679105 | 2016年2月17日 | ISBN 978-9863669616 |
| 3    | 2017年3月16日  | ISBN 978-4040691855 | 2017年8月10日 | ISBN 978-9864737765 |
| 4    | 2018年2月22日  | ISBN 978-4040697161 | 2018年8月16日 | ISBN 978-9575643959 |
| 5    | 2020年12月24日 | ISBN 978-4040647920 | 2021年7月29日 | ISBN 978-9865246211 |

### 北歐女孩日本旅遊好吃驚
《北歐女孩日本旅遊好吃驚》（日語：北欧女子オーサのニッポン再発見ローカル旅）是歐莎·葉克斯托姆在日本各地旅遊經歷後繪成的四格漫畫。
| 卷數 | Media Factory | Media Factory       | 台灣角川       | 台灣角川            |
| 卷數 | 初版發售日期  | ISBN                | 初版發售日期   | ISBN                |
| ---- | ------------- | ------------------- | -------------- | ------------------- |
| 1    | 2016年7月21日 | ISBN 978-4040691855 | 2016年10月22日 | ISBN 978-9864733149 |

### 備註
1. ↑  在《北歐女孩日本生活好吃驚》中，歐莎宣稱自己來自斯德哥尔摩[5]
2. ↑  原文 "kommersiell"，指「商業上的」。
3. ↑  台北微風店，在復興南路微風廣場的五樓。

### 來源
1. ↑   [歐莎在秋葉原的女僕咖啡廳的對談錄(1/2)]. ITmedia. 2015-03-06  [2016-06-23]. （原始内容存档于2018-10-30）.
2. ↑   [歐莎在秋葉原的女僕咖啡廳的對談錄(2/2)]. ITmedia. 2015-03-06  [2016-06-23]. （原始内容存档于2018-07-03）.
3. ↑  . 杉並學俱樂部. 2015-09-14  [2016-06-23]. （原始内容存档于2018-07-03）.
4. ↑  . Åsa Ekström.   [2015-06-05]. （原始内容存档于2025-06-15）.
5. ↑  歐莎‧葉克斯托姆. . 台灣角川.   [2025-06-16]. ISBN 9789863667377. （原始内容存档于2023-12-05） –books.com.tw.
6. 1 2  . YOMIURI ONLINE. 読売新聞社. 2015-05-04  [2025-06-16]. （原始内容存档于2015-03-31） （日语）.
7. ↑  . Kartago.se. Kartago.   [2025-06-16]. （原始内容存档于2015-08-02） （瑞典语）.
8. ↑  . Bonnierforlagen.se.   [2025-06-16]. ISBN 9789163842993. （原始内容存档于2015-08-02） （瑞典语）.
9. ↑  . bokhora.se. 2012-06-12  [2025-06-16]. （原始内容存档于2015-08-03） （瑞典语）.
10. ↑  Yoshikawa, Minori. . HIGHFLYERS.   [2025-06-16] （日语）.
11. ↑  . Limetta.net.   [2025-06-16]. （原始内容存档于2015-08-01） （英语）.
12. 1 2  . Mynavi. 2015-03-26  [2016-06-23]. （原始内容存档于2020-08-03） （日语）.
13. ↑  砂崎良. . Hiragana Times. 2016-06-03  [2025-06-15]. （原始内容存档于2025-06-15）.
14. ↑  . EU MAG. 欧洲联盟驻日本代表团. 2016-02-16  [2021-08-07]. （原始内容存档于2025-06-24） （日语）.
15. ↑  Ekström, Åsa. . 北欧女子オーサ オフィシャルブログ「北欧女子が見つけた日本の不思議」.   [16 June 2025]. （原始内容存档于2022-01-20） （日语）.
16. ↑  . withnews. 朝日新聞社. 2015-03-04  [2015-06-05]. （原始内容存档于2025-06-15） （日语）.
17. ↑  . Natalie. 2015-12-15  [2016-06-23]. （原始内容存档于2016-08-14）.
18. ↑  . 「國際報導」網站的節目內容介紹. NHK. 2015-12-17. （原始内容存档于2016-01-10）.
19. ↑  . 巴哈姆特 GNN新聞. 2016-01-15  [2016-06-23]. （原始内容存档于2016-04-24）.
20. ↑  オーサ・イェークストロム. . 北欧女子オーサ オフィシャルブログ「北欧女子が見つけた日本の不思議」Powered by Ameba.   [2025-06-16]. （原始内容存档于2025-06-15） （日语）.
21. ↑  オーサ・イェークストロム [@hokuoujoshi].  (推文). 2021-10-10 –Twitter.
22. ↑  . 朝日新聞. 2024-12-07  [2025-06-16]. （原始内容存档于2024-12-26） （日语）.

### 延伸閱讀
- MANTANWEB編集部. . MANTANWEB（まんたんウェブ）. 2016-08-28  [2025-06-16]. （原始内容存档于2025-06-15） （日语）.
- 小林恵士. . withnews.jp. 2015-03-04  [2025-06-16]. （原始内容存档于2025-06-15） （日语）.

## 外部連結
- Ameba的北欧女子が見つけた日本の不思議 （页面存档备份，存于）
- sayonara september blogg的Blogger部落格
- asaekstrom.com （页面存档备份，存于）